# Mathilde (Saarbrücken)
Mathilde von Saarbrücken (* 1215; † 1274) war von 1271 bis zu ihrem Tod Gräfin von Saarbrücken.

## Leben
Mathilde wurde als Tochter des Grafen Simon III. von Saarbrücken und Lorette von Lothringen geboren. Im Erbstreit mit ihrer Schwester Lorette erhielt Mathilde 1235 zunächst nur kleinere Besitzungen, vornehmlich im Köllertal. Nach Lorettes Tod 1271 bemächtigte sich Mathilde gegen den Willen des Lehnsherrn, des Bischofs Lorenz von Metz, der restlichen Grafschaft Saarbrücken und wurde dafür exkommuniziert. Mithilfe des Herzogs Friedrich III. von Lothringen konnte sie ihre Herrschaft allerdings bis zu ihrem Tode behaupten.
Nach ihrem Tod ging die Grafschaft Saarbrücken an ihren ältesten Sohn Simon IV. über, der die Linie der Grafen von Saarbrücken-Commercy begründete.

## Familie
Mathilde war in erster Ehe mit Simon II. von Commercy († 1248) (Maison de Broyes) verheiratet. Dieser Ehe entstammten vier Kinder:
- Simon IV. († vor 1308) ⚭ Margarethe von Commercy
- Jakob
- Friedrich
- Lorette ⚭ Graf Johann I. von Chalon

Ihrer zweiten Ehe mit Amadeus von Montbéliard, Herrn von Montfaucon († 1280), entstammten fünf weitere Kinder:
- Johann von Montfaucon
- Walter
- Gerhard, Kanoniker in Besançon
- Richard, Kanoniker in Besançon
- Agnes, Nonne in Besançon.